# Hilaree Nelson
Hilaree Nelson (Seattle, Washington; 13 de diciembre de 1972 - Manaslu, Nepal; 26 de septiembre de 2022) fue una montañista y esquiadora de travesía estadounidense. Se convirtió en la primera mujer en hacer cumbre en dos picos de 8 000 metros (los parejos Everest y Lhotse) en un esfuerzo de 24 horas el 25 de mayo de 2012. El 30 de septiembre de 2018, Nelson y su compañero Jim Morrison realizaron el primer descenso en esquí de travesía de la "Dream Line", el Lhotse Couloir desde la cumbre. El Lhotse es la cuarta montaña más alta del mundo y comparte silla con el Everest.
Nelson fue nombrada una de "Las 25 mujeres más aventureras de los últimos 25 años" por Men's Journal, además de ser considerada como una de las Aventureras del Año 2018 de National Geographic. Falleció en septiembre de 2022 en las laderas del pico Manaslu (Nepal) por una avalancha.

## Carrera profesional
Nelson nació el 13 de diciembre de 1972 en Seattle, donde creció y empezó a esquiar en Stevens Pass a los tres años. Fue madre de dos hijos y residió en Telluride (Colorado). Fue capitana del equipo de atletismo global de The North Face. Fue miembro del equipo de la Expedición Educativa al Everest de 2012 de la Universidad Estatal de Montana. Recibió una beca de National Geographic Explorers, fue miembro de más de 40 expediciones y fue la primera en descender esquiando en las Islas Georgias del Sur y Sandwich del Sur, Kamchatka (Rusia) y la cordillera Teton.
Sus escritos han aparecido en publicaciones como National Geographic Adventure, The Ski Journal y Outside Journal.

## Logros
- Primer descenso en esquí de la Dream Line desde la cumbre (Nepal), 2018[4][5][6]
- Primer descenso en esquí de Papsura (India), 2017[16]
- Primer descenso femenino de Makalu (Nepal), 2015[4]
- Primera en esquiar los cinco "Picos Sagrados", en el Altai mongol[7][17]
- Primera mujer en escalar el Everest y el Lhotse en 24 horas, 25 de mayo de 2012[2]
- Esquió desde la cumbre del Cho Oyu, 22 de septiembre de 2005[7][18]
- Esquiada desde la cumbre del Denali (Estados Unidos), 16 de junio de 2011[19]
- Primer descenso femenino de Bubble Fun Couloir, en la cordillera Teton[19]
- Campeona de Europa de Esquí Extremo Femenino, 1996[7]

## Muerte
El 26 de septiembre de 2022, mientras esquiaba con Morrison, Nelson se vio atrapada por una pequeña avalancha, lo que provocó una caída de más de 1 800 metros desde la cumbre del Manaslu, en Nepal. Las primeras labores de rescate se vieron dificultadas por el mal tiempo, pero el 28 de septiembre su cuerpo fue localizado sobre el glaciar Thulagi, en la cara sur del monte, y los equipos de rescate lo trasladaron en avión a Katmandú.
El cuerpo de Nelson fue incinerado en Katmandú el 2 de octubre de 2022.
Nelson fue nombrada una de "Las 25 mujeres más aventureras de los últimos 25 años" por Men's Journal, además de ser nombrada como una de las Aventureras del Año 2018 de National Geographic.